# 16 melodías
16 melodías est une compilation mexicaine de la chanteuse française Mireille Mathieu, sortie en 1990 et contenant 16 grands succès de la chanteuse en français.

## Chansons de la compilation
1. Acropolis Adieu (Catherine Desage/Christian Bruhn)
2. La Dernière Valse (Hubert Ithier/Les Reed)
3. La Paloma adieu (Catherine Desage/Yradier)
4. You and I (avec Paul Anka) (Paul Anka/Eddy Marnay/Eddie Barclay/Roland Vincent)
5. Une femme amoureuse (Eddy Marnay/Robin Gibb/Barry Gibb)
6. Un homme dans ma vie (Paul Anka/Eddy Marnay)
7. On est bien (Eddy Marnay/V. Clarke)
8. Une histoire d'amour (Catherine Desage/Francis Lai)
9. La vie en rose (Édith Piaf/Louiguy)
10. Ma mélodie d'amour (Boris Bergman/H. Meyer)
11. La Marche de Sacco et Vanzetti (Georges Moustaki/Ennio Morricone)
12. A Blue Bayou (Eddy Marnay/R. Orbinson/J. Melson)
13. Folle, folle, follement heureuse (T. Renis/A. Testa/Charles Aznavour)
14. On ne vit pas sans se dire adieu (H. Djian/Zacar)
15. La voie lactée (Pierre Delanoé/Hoagy Carmichael)
16. Amour défendu (Eddy Marnay)